# A Soul Eater szereplőinek listája

A Soul Eater főbb szereplői: balról jobbra, Soul, Maka, Black Star, Cubaki (hátul), Stein (elöl), Kid, Liz és Patty

Ez a lista Ókubo Acusi Soul Eater című manga- és animesorozatának szereplőit mutatja be. A sorozat egy kitalált világban játszódik, ahol számos természetfeletti képességekkel rendelkező szereplő él. A mű a Halálisten Fegyvermester Akadémia (死神武器職人専門学校; Sinigami Buki Sokunin Szenmon Gakkó) vagy röviden Sibuszen (死武専) diákjainak történetét mutatja be. Az iskola vezetője Halálisten, a halál maga. Halálisten egy kiképzőhelyként működteti az iskolát, ahol fegyvereket és emberi hordozóikat képzik ki a világot veszélyeztető gonosz emberi lelkek, boszorkányok, szörnyek levadászására és ezáltal megakadályozzák, hogy démonisten (鬼神; kishin) váljék belőlük.
A fő Soul Eater manga és animeadaptációja három mester-fegyver partnerségre fókuszál: Maka Albarn és kaszája, Soul Eater; Black Star és árnyékfegyvere Cubaki; és Kid, a Halál fia és az ikerpisztolyai, Liz és Patty Thompson. A Soul Eater NOT! spin-off Harudori Cugumi fegyver és két mestere, Tatane Meme és Anya Hepburn mindennapi életét követi nyomon a Halálisten Fegyvermester Akadémián.
Mivel az anime hamarabb fejeződött be, mint a manga, ezért azok cselekménye csak kb. a történet feléig egyezik meg, és ennek következtében több szereplő sorsa vagy szerepe is teljesen más a két végkifejletben.

## A szereplők megalkotása és az alapelgondolás
A Soul Eater megalkotásakor Ókubo Acusira nagy hatással volt a Dr. Slump mangasorozat, s egy olyan történetet kívánt megalkotni, ahol a komoly vagy szenvedélyes akciójeleneteket humoros mozzanatok szakítják félbe. Az a történetelem, amelyben a szereplők fegyverré változnak, egy kiterjedtebb változata a személyiséggel rendelkező fegyverek ötletének, amelyet Ókubo korábbi történeteiben már rendszeresen használt. Ókubo a főhőst, Maka Albarnt nőneműnek alkotta meg, szemben állva a többi sónen manga többnyire férfi főhőseivel, ráadásul a többi főszereplőt is úgy alkotta meg, hogy ellenkező nemű szereplőket rendezett mester-fegyver párokba, biztosítva mindkét nem egyenlő részvételét. Maka fegyverének egy kaszát használ, mivel Ókubo egyedi harci stílust szánt neki. A szereplőket túlnyomó részt nem más emberekről mintázta, hanem részben saját személyiségéről: az arrogáns Black Start önimádó, míg az ingerlékeny Kid, a Halál fiát mániákus oldaláról. Ennek ellenére néhány szereplőt családja ihletett, például Excaliburt az édesapja. Kilik Lungot azért alkotta meg feketének, mert hiányolta az afrikai szereplőket más mangasorozatokból. Néhány szereplő neve filmekből származik, Blair a The Blair Witch Project Kilik a Kirikou et la Sorcière után kapta nevét.

## Főszereplők
A Halálisten Fegyvermester Akadémia Halálvárosban, Nevadában található, diákjai két csoportra oszthatók: az emberek, akik a démonfegyverré (魔武器; mobuki) válás képességével születtek és a fegyverforgatóik, akiket a mesternek (職人; sokunin; Hepburn: shokunin) hívnak. A mesterek és fegyvereik korán párokat alkotnak és képesnek kell lenniük összehangolni a lélekhullámaikat, az edzések során pedig el kell sajátítaniuk a lelkük tökéletes szinkronizációját, hogy felvehessék a harcot a boszorkányok és a gonosz emberek ellen. A diákok célja a Halálisten Fegyvermester Akadémián, hogy a fegyvert halálkaszává (デスサイズ; deszu szaizu; Hepburn: desu saizu), Halálisten mester egyik fegyverévé fejlesszék fel. A folyamat során a fegyver lelkének kilencvenkilenc gonosz emberi lelket és egy boszorkány lelkét kell elfogyasztania pontosan ebben a sorrendben, különben az egész műveletet elölről kell kezdeni. A különösen erős mesterek és fegyverek képesek harcolni a partnerük nélkül is. Egy technikát a lélekrezonanciát (魂の共鳴; tamasii no kjómei; Hepburn: tamasii no kyōmei) használva a mester-fegyver páros képes új erőket és technikákat használni. A magas szintű mesterek képesek fegyverük nélkül is harcolni, puszta lélekhullámaik kilövésével.

### Soul Eater

#### Maka Albarn
Maka Albarn (マカ=アルバーン; Maka Arubán; Hepburn: Maka Arubān) a Soul Eater női főhőse. Fiatal, de lelkes diák, aki anyjának, egy fantasztikus mesternek a nyomába lép. Apjával, Spirittel azonban nem túl felhőtlen a kapcsolata, mivel gyakran flörtöl más nőkkel, s emiatt feleségétől elvált. Maka megrögzött célja, hogy fegyver partnerét, Soul Eatert egy olyan halálkaszává változtassa, amely felülmúlja az apját. A harcban jól együttműködik Soullal, de piszkálódik és vad dühkitörései vannak, ha Soul valami ostobaságot csinál. Veszély esetén azonban Maka mindent megtesz, hogy Soult megkímélje a sérülésektől. A történet elején Maka és Soul is fekete vérrel fertőződik meg a Cronával vívott harcuk során, ami azt eredményezi, hogy hatására a lány is szép lassan megőrül. Később némileg képes lesz irányítani a fekete vért, az anyjától örökölt Anti-Magic Wavelength lélekhullámokkal, s hatásukra hamar elmúlik a fekete vér hatása. Maka kiváló a lélekérzékelésben (魂感知能力; tamasii kancsi nórjoku; Hepburn: tamashii kanchi nōryoku), amellyel képes azonosítani más emberek lelkét és meghatározni az erejüket. A történet előrehaladtával már boszorkányok lelkét is képes lesz érzékelni még akkor is, amikor azok varázserejükkel emberinek álcázzák azt. Miután Maka halálkaszává változtatja Soult, képes lesz egyesíteni sajátos grigori típusú lelkét Souléval, és ennek hatására Soul fegyverformájából angyali szárnyak nőnek ki, melyekkel repülhet. Az animeadaptációban Maka démonfegyver erejével is rendelkezett, testéből kijövő pengékkel harcolhatott öntudatlan állapotban.
A 2005-ös dráma CD-n Takeucsi Dzsunko hangján szólalt meg, az eredeti animében Maka Albarn hangját kölcsönző szeijú Omigava Csiaki, angol szinkronhangja Laura Bailey. A Soul Eater magyar változatában Maka Albarn Csifó Dorina hangján szólal meg.

#### Soul Eater
Soul Evans ( (ソウル・エヴァンス, Szóru Evanszu) egy vagány srác, aki Maka hűséges kaszája, és egyben a sorozat főszereplője. Soulnak, és Makának száz lelket kell összegyűjtenie, hogy halálkasza legyen Soulból. Kilencvenkilenc démontojássá változott lelket, és egy boszorkányét. de ha egy rossz lelket fal fel Soul, elveszti az összes eddigi lelket. Fegyverformája egy piros-fekete színű kasza, a végén egy szemmel. Noha sokat cukkolja Makát, partneréért képes még az életét is kockáztatni. Miután egy összecsapás alkalmával megfertőződik a fekete vérrel, az őrület időről időre el akarja őt borítani, ami az elméje belsejében egy apró vörös démon képében jelenik meg.
Családja tehetséges zenészekből áll, és ő maga is nagyszerű zongorista, mégsem folytatja ezt a hivatást, jobban szeretne inkább a világ legerősebb fegyverévé válni. Nem szereti, ha bátyjához, Weshez, a tehetséges hegedűművészhez hasonlítják, és ezért nem is nagyon szeret közönség előtt játszani. A tudatalattijában szokott zongorázni, főként akkor, ha erősíteni akarja a támadásukat. Arachne legyőzése után felfalja a lelkét és halálkaszává válik. A mangában miután legyőzik Asurát, a Démonistent, ő lesz Kid, az új halálisten halálkaszája, és egyben az utolsó is, a boszorkányokkal kötött alku részeként.
- Japán hang: Ucsijama Kóki
- Angol hang: Micah Solusod
- Magyar hang: Sánta László.[10]

#### Black Star
Black Star (ブラック☆スター, Burakku Szutá, stilizálva "Black☆Star") nindzsa bérgyilkos, Cubaki mestere. Rendkívül fellengzős és nagyképű, kedveli a zengzetes belépőket, még akkor is, ha ezzel elárulja jelenlétét az ellenségnek. Rendszeresen úgy hivatkozik magára, mint aki túl fogja szárnyalni az isteneket, és ennek érdekében keményen edz is. Személyes célja legyőzni Kidet egy összecsapásban, annak rendkívüli ereje miatt. Fegyver nélkül is nagyon erős, mert a lélekhullámait képes támadásra használni.
A Csillag klán utolsó sarja: ez egy bérgyilkos-szövetség volt, akik embereket tettek el láb alól és elfogyasztották a lelküket, de mind egy szálig kiirtották őket. Csak Black Star menekült meg, akit Sid Barrett vett magához és hozott az Akadémiára. Egykori hovatartozására csak a vállán látható fekete csillag tetoválás utal. Sokan féltek attól, hogy apjához, White Starhoz hasonlóan ő is el fog bukni. Ám egy Mifunéval folytatott párharc során végül eldönti, hogy a harcosok, és nem a démon útját járja.
- Japán hang: Kobajasi Jumiko
- Angol hang: Brittney Karbowski
- magyar hang: Czető Roland.[10]

#### Nakacukasza Cubaki
- Japán hang: Nazuka Kaori
- Angol hang: Monica Rial
- Magyar hang: Szabó Zselyke.[10]

Cubaki (中務 椿, Nakacukasza Cubaki) Black Star partnere, egy fegyver, mely számos alakot tud felvenni, jellemzően nindzsafegyverekét. Kedves, laza, barátságos lány, aki igyekszik kibékíteni az ismerőseit, ha éppen összevesznének. Nagyon higgadt és türelmes, amellyel ellensúlyozza Black Star harsány és arrogáns viselkedését. Számos fegyveralak-felvételi képességét családja útján örökölte, ugyanis az Arachne által alkotott első démonfegyverek leszármazottai. Miután legyőzi bátyját, a gonosszá vált Maszamunét, elnyeli a lelkét, és megszerzi végső fegyver formáját: egy kardot.

#### Kid, a Halál fia
Halálisten mester fia (デス・ザ・キッド, Deszu za Kiddo), akiből hiányzik az apja viszonya a félelemhez, és mivel gyerekként lett teremtve, egy komplett személyisége alakulhatott ki. Származása okán közel legyőzhetetlen. A mangában Asura, a démonisten a testvére, egyszerre teremtették őket – kettejük közül Kidbe jutott a "rend őrülete", emiatt betegesen irtózik az aszimmetriától, és egész életét obszesszív-kompulzív zavarral (kényszerbetegségben) éli le a szimmetria iránti vágya miatt. Ez harcbéli képességeire is erősen kihat, ezért választotta a Thompson ikreket fegyvernek, akik párban dolgoznak. Ezenkívül rendelkezik még egy légdeszkával, amit közlekedéshez és harcban használ. Halálisten mivolta miatt egyáltalán nem lenne szüksége lelkeket gyűjtenie, mégis ezt teszi, azért, hogy egyedi, saját szája íze szerint alakított fegyvereket hozzon létre.
Jellegzetessége a homlokán látható három vonal, amelyek a halál folyóját jelképezik. A manga és az anime elején még csak az arca egyik oldalán láthatóak, azonban a történet során a három vonal fokozatosan kiegészül, és amikor mindhárom a helyére kerül, akkor ébrednek fel halálisteni erői teljes valójában, s ekkor lesz képes kontrollálni a "rend őrületét". A mangában fél ezt a képességét elnyerni, mert tart tőle, hogy olyan veszedelmes lénnyé válik, mint testvére, Asura. Amikor mégis megteszi, Maka tanácsára, végül megmarad a személyisége, de ez Halálisten mester halálát is jelenti. Végül Kid lesz képes arra, hogy békét kössön a boszorkányokkal, hosszú évszázadok háborúi után.
- Japán hang: Mijano Mamoru
- Angol hang: Todd Haberkorn
- Magyar hang: Hamvas Dániel.[10]

#### Liz és Patty Thompson
Liz Thompson (エリザベス・トンプソン, Erizabeszu Tonpuszon) cinikus, érett, okos lány, akit borzasztóan idegesít Kid szimmetria-mániája, viszont halálosan retteg minden kicsit is ijesztő dologtól.
- Japán hang: Vatanabe Akeno
- Angol hang: Jamie Marchie
- Magyar hang: Sipos Eszter Anna.[10]

Patty Thompson (パトリシア・トンプソン, Patorisia Tonpuszon) Liz húga és bizonyos szempontból az ellentéte: butácska, naiv, vidám, ugyanakkor könnyen dühbe tud gurulni. 
- Japán hang: Takahira Narumi
- Angol hang: Cherami Leigh
- Magyar hang: Tamási Nikolett.[10]

A két lány egy pár pisztollyá tud alakulni, amelyek golyó formájú lélekhullámokat tudnak kilőni, és ezek ereje az ártalmatlan csípéstől a totális pusztításig változó. Ha Kid éppen nem elérhető, a két lány egymás fegyvermestereként is tud működni. Gyerekként Brooklyn utcáin éltek és az ártatlan járókelők kirablásával próbáltak meg túlélni. Először csak azért csatlakoztak Kidhez, mert imponált nekik a fiú vagyona és hatalma, de később megszerették őt.

### Soul Eater NOT!

#### Harudori Cugumi
Harudori Cugumi (春鳥 つぐみ, eredeti hangja Csiszuga Haruka) a Soul Eater NOT! főszereplője, egy fegyver, méghozzá alabárd alakban (habár pengéje tompa). Japánból érkezett cserediák, kezdetben kissé naiv és félénk, majd Makával való találkozása után magabiztosabb és érettebb. A történet során két fegyvermester, Tatane Meme és Ánya Hepburn versengenek azért, hogy melyikük partnere legyen. Ha meglepődik vagy megijed, gyakran használja a "Gagantusz" kifejezést, melynek egyébként nincs jelentése.

#### Tatane Meme
Tatane Meme (多々音 めめ, eredeti hangja Júki Aoi) egy fegyvermester, meglehetősen rossz memóriával, gyakran még a saját nevét is képes elfelejteni. Korához képest rendkívül nagyok a mellei, ami miatt Cugumi irigykedik is rá. Mindamellett nagyon sportos, félálomban pedig különleges, Álmos Ököl (睡拳, Szuiken) technikával képes harcolni. Mikor Cugumit forgatja, baltaként tudja őt használni.

#### Anasztázia „Ánya” Hepburn
Ánya Hepburn (アーニャ・ヘプバーン, Ánya Hepubán, eredeti hangja Hajami Szaori) gazdag családból származó fegyvermester. Neveltetése miatt lenézi a köznépet, ám mégis van benne megértés velük szemben, és többek között azért jelentkezett az Akadémiára, hogy jobban megismerje az életüket. Mivel Cugumit tartja közülük a legközépszerűbbnek, ezért minden vágya, hogy a partnere lehessen. Amikor fegyverként használja a lányt, a lándzsa alakjában teszi. Ánya gyakran harcol Black Starral is, ilyenkor nagy pusztítást visznek véghez az Akadémia épületében, és megtörik annak szimmetriáját. A későbbiek során kiderül, hogy nem egyszerűen gazdag családból származik, hanem valójában ő Anasztázia Jungling hercegnő (アナスタシア・ユングリング, Anaszutasia Junguringu), aki eleve csak azzal a feltétellel jelentkezhetett, hogy az Akadémia garantálja a biztonságát, de ha bármi történne vele, azonnal haza kell térnie.

## A Halálisten Fegyvermester Akadémia

### Halálisten mester
- Japán hang: Kojama Rikija
- Angol hang: John Swasey
- Magyar hang: Galbenisz Tomasz

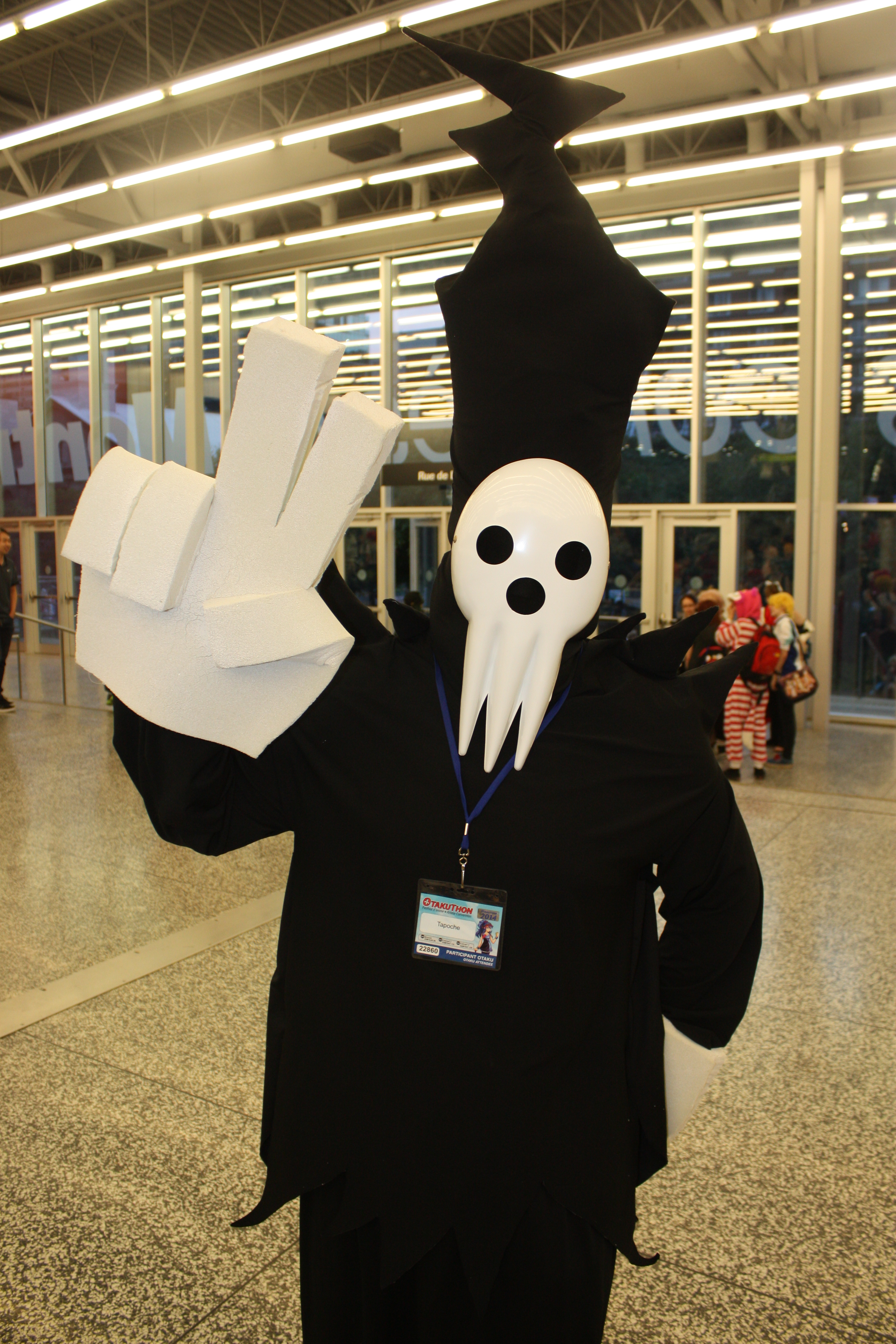
Halálisten mesternek öltözött cosplayjelmezes

Halálisten mester (死神, Sinigami), más néven Halál (デス, Deszu), az Akadémia és Halálváros megalapítója, Asura és Kid apja. Az előzménytörténet Fire Force mangából kiderül, hogy az igazi neve Isten (神, Kami), akit Kuszukabe Sinra teremtett, hogy legyen az emberiség jótékony vezetője, miután újjászülte a világot. Az őrületet a renden keresztül testesíti meg, az a vágya, hogy fenntartsa a világbékét, és tart a káosztól. Annak ellenére, hogy egyetlen szempillantással képes lenne az emberiséget uralma alá hajtani, és átírni a valóságot, Halálisten mester meghagyta az emberek szabad akaratát. Korábban ő volt a Nagy Öregek vezetője, mígnem első gyermeke és tanítványa, Asura démonistenné nem vált, ezután bebörtönözte őt Halálváros alatt. Ezt csak úgy tudta megtenni, hogy a városhoz kötötte a lelkét, így azt soha nem képes elhagyni. Ezért hozta létre az Akadémiát, hogy fegyvermestereket képezzen, továbbá ezért teremtette meg a fegyvereket is, akik halálkaszává válva fenntarthatják a békét. Az Akadémián belül is legtöbbször a saját termeiben tartózkodik, mindenki más pedig tükrökön vagy egyéb visszaverődő felületeken keresztül kommunikál vele.
Eleinte igencsak félelmetes külseje volt, amit egy sokkal karikatúraszerűbbre cserélt, és a viselkedését is bohókásabbra változtatta, hogy a fiatal diákok ne féljenek tőle. Néhány külsőségét megtartotta, mint például a hatalmas kezeit, melyek most már inkább habszivacs kezekre emlékeztetnek – ezekkel ad úgynevezett Halálisten Tockost a renitenskedőknek. Halálistenként a kasza típusú fegyvereket kedveli, ezért lett az új fegyvere Spirit. Második fiát, Kidet Sinra mintájára teremtette meg, azért, hogy ő legyen az örököse és ne jusson Asura sorsára. Habár tudja, hogy azon a napon meg fog halni, amikor Kid homlokán mindhárom vonal összeér és eléri ereje maximumát, Halálisten elfogadja a végzetét, és semmivé válik, amikor Kid az Asurával való végső összecsapás során eléri ezt az állapotot.

### Halálkaszák

#### Halálkasza (Spirit Albarn)
Spirit (スピリット=アルバーン, Szupirittó Arubán), más néven Halálkasza (デスサイズ, Deszu Szaizu) Maka édesapja, a történet kezdetekor az egyetlen halálkasza, aki az Akadémia területén él, és Észak-Amerika felügyeletéért felel. Fegyver alakjában fekete pengéjű kasza, kereszt formájú markolattal. Eredetileg Franken Stein partnere volt, halálkaszává viszont Maka anyjával vált. Léha és nőcsábász viselkedése miatt a nő elhagyta őt, elváltak, és ez Makát annyira megviselte, hogy az apjával igen rossz a kapcsolata. Spirit kétségbeesetten próbálja a sorozat során visszaszerezni lánya tiszteletét. A történet legelején mint Halálisten mester tanácsadója látható, később pedig, amikor Franken Stein visszatér az Akadémiára, újra az ő fegyvere lesz. Mikor Medúza támadást indít az Akadémia ellen, ő és Stein vele küzdenek, ami miatt Halálisten mester védtelen marad Asurával szemben, és mivel ez megengedhetetlen, Spirit újra az ő halálkaszája lesz. A manga történetének végén ő és Maka együtt harcolnak a Holdon Asura hadserege ellen, ugyanis az apa-lánya kapcsolatuk különleges erőt biztosít nekik. Az animében ezzel szemben Halálisten maga forgatja őt Asurával szemben.
- Japán hang: Ókava Tóru
- Angol hang: Vic Mignogna
- Magyar hang: Juhász Zoltán.[10]

#### Marie Mjolnir
- Japán hang: Honda Cseiko
- Angol hang: Colleen Clinkenbeard
- Magyar hang: Dögei Éva.[10]

Marie Mjolnir マリー・ミョルニル, Marí Mioruniru) az óceániai területek halálkaszája. Megjelenése eltér a mangában és az animében: a mangában egy kis fekete kalapács alakjában jelenik meg, ami alkalmasint át tud változni egy tonfává, mely hossza a használó lélekhullámainak erejétől függ. Az animében az alakja szimplán egy tonfa. Bal szemén egy kötés látható, rajta egy villámszerű jellel, mely fegyver formájában is rajta van. Életvidám, ám kissé feledékeny, és a tájékozódással is gondjai vannak, például amikor az Akadémia pincéjében kell megtalálnia valamit. Hisz az igaz szerelemben, ám a férfiakkal sosem volt szerencsés, és már nagyon szeretne férjhez menni. Éppen azért kérette magát Óceániába, mert úgy vélte, ott sokkal kevesebb dolga lesz, és így a magánéletére is több idő jut.
Lélekhullámai képesek megnyugtatni azt, akin elhatalmasodott az őrület, ezért lesz ő a későbbiekben Stein partnere. Medúza kihasználja ezt a képességét, és a visszájára fordítva azt egy kígyót csempésztet Cronával a teájába, mely pont hogy felerősíti Stein őrületét. A manga és az anime története innentől elválik: a mangában idejében felfedezik a testében a kígyót, és eltávolítják. Bunyós Joe meggyilkolása után, mert hisz Stein ártatlanságában, elindul megkeresni az igazi gyilkost. Végül rájön, hogy Törvényes Justin volt a tettes, és megöli őt a Holdon. Az utolsó fejezetben kiderül, hogy ő és Stein egy párt alkotnak, és gyermeket is várnak, bár Marie aggódik Stein boncolási mániája miatt.
Az animében későn fedezik fel a kígyót, amikor már Steinen úgy elhatalmasodik az őrület, hogy csatlakozik Medúzához. Hogy megmentse őt, otthagyja az iskolát (mely hivatalosan megnemtámadási paktumot kötött Medúzával), és kénytelen-kelletlen Cronával lép szövetségre. Miután megmenti Steint, Maka pedig végez Medúzával, visszatérnek az Akadémiára. 

#### Törvényes Justin
- Japán hang: Fudzsita Josinori
- Angol hang: Eric Vale
- Magyar hang: Pálmai Szabolcs.[10]

Törvényes Justin (ジャスティン=ロウ, Dzsaszutin Ró) az Európáért felelős halálkasza. Katolikus papnak öltözve mutatkozik, aki Halálisten mestert az isteneként tisztel. Folyamatosan zenét hallgat a fülhallgatóján keresztül, ami miatt a külvilág zajaiból nem sokat észlel, viszont kitűnően tud szájról olvasni. Fegyverként egy guillotine alakját veszi fel, és fegyvermester nélkül is tud harcolni. Imádságával meg tudja emelni a lélekenergiáját. A történet során megemlítik, hogy tizenhárom évesen őnerőből lett halálkasza, ami a valaha volt legfiatalabb életkor.
Szerepe a mangában jóval jelentősebb, mint az animében, ugyanis itt Asura őrületének terjedése során ő maga is megőrül, és a démonistent kezdi el imádni. Megöli Bunyós Joe-t, a gyilkosságot Steinre keni, egy rövid időre pedig Noéval is szövetkezik, míg meg nem találja Asurát a Holdon. Korábbi barátjával, Tezca Tlipocával kétszer is összecsap, a második csatájuk során fél arca deformálódik. A végső ütközetben a démonisten seregeivel együtt harcol, míg Marie és Stein nem végeznek vele.

#### Jumi Azusza
- Japán hang: Nogami Jukana
- Angol Hang: Brina Palencia
- Magyar hang: Erdős Borcsa.[10]

Jumi Azusza ( (弓 梓, Yumi Azusza) a Kelet-Ázsiáért felelős halálkasza. Akadémiai diákévei során eminens tanuló volt, ő volt az osztályelnök, és még ma is képes leszidni Spriitet és Steint a viselkedésük miatt. Mi több, a legtöbb felnőttet is hajlamos gyerekként kezelni. Fegyver alakjában egy számszeríj, távcsöves toldalékkal, aki a fegyvermestere lélekhullámait lövi ki. Annyira pontos, hogy tíz kilométeres távolságból is csak 1 millimétert téved. A harc során nagyon megfontolt, igyekszik minél több információt gyűjteni az ellenségről, és ennek során képes más szemével látni, vizualizálni a terepet,.

#### Bunyós Joe
- Japán hang: Ono Acusi
- Angol hang: Jason Douglas
- Magyar hang: Sótonyi Gábor.[10]

Bunyós Joe (ブッ叩き・ジョー, Buttataki Dzsó) egy karakter, aki az Akadémia és az Arachnophobia közti első nagyobb ütközetet követően jelenik meg, és épp ezért a mangában és az animében egészen eltérő a karaktere. A mangában az Akadémia belső elhárításának tagja Óceániából, akinek specialitása a hazugság érzékelése – ennek során arra is képes, hogy a boszorkányok lélekvédelmén is átlásson, leleplezve őket. Korábban romantikus kapcsolata volt Marie-val, ami azért szakadt meg köztük, mert a férfi úgy gondolta, hogy ez a különleges adottsága csak tönkretenne mindent. Azért érkezik Halálvárosba, hogy leleplezzen egy árulót, akiről kiderül, hogy nem más, mint Törvényes Justin – ő meg is öli, amikor rájön, hogy a lélekérzékelő képessége veszélyes Asurára.
Az animében Joe a Kutatási és Fejlesztési Részleg dolgozója, akit azért hívtak Halálvárosba, hogy építsen egy szerkezetet az Eibon által hátrahagyott találmányokból, melyek segítségével Halálváros mobilizálható lehetne, és így Halálisten mester Asura nyomába eredhetne. Mangabeli karakterével az egyetlen hasonlóság, hogy nagyon kedveli a kávét.

#### Tezca Tlipoca
Tezca Tlipoca (テスカ・トリポカ, Teszuka Toripoka) a Dél-Amerikáért felelős halálkasza. Kizárólag a mangában szerepel. Állandóan egy hatalmas maszkot hord a fején, ami teljesen kitakarja azt. Ezek alakja változó, lehet medvefej, vagy éppen madár. Fegyverként egy tükör alakját veszi fel, ami a mestere lábára rögzül, s így illúziókat képes kreálni az ellenfelének. Emellett össze tudja gyűjteni a nap sugarait és azt halálos támadásként bevetni. Fegyvermestere egy Enrique (猿里華, Enrike) nevű majom, aki csak állati hangokkal tud kommunikálni, melyet egyedül Tezca ért meg. Tezcának régi barátja Justin, ezért nagyon lesújtja őt az árulása. Halálisten mester utasítása ellenére megjátssza a saját halálát, hogy a nyomába eredhessen és visszatérítse őt. Nem jár sikerrel, és a küzdelem során halálosan megsérül. Lelke azonban túlél és innentől kezdve tükrökön keresztül kommunikál.

#### Cár Puska
Cár Puska (ツァーリ・プーシュカ, Cári Púsuka) az Oroszországért felelős halálkasza, aki Maka Albarnhoz hasonló démonűző lélekhullámokkal bír. Fegyverként egy ágyú formáját ölti, ami abnormálisan nagy ágyúgolyókat lő ki. Ha kedve tartja, a fejét is képes ágyúgolyóvá változtatni, amit egy kötél segítségével tart a testéhez rögzítve, így képes akaratlagosan visszahúzni azt. Partnere Fjodor, (フョードル, Fjódoru), akivel egy kozák táncra emlékeztető harci stílust gyakorolnak. Karaktereik csak a mangában szerepelnek, ahol Crona végez velük egy ukrajnai kaland során.

#### Deng Dinga és Djinn Garan
Deng Dinga (デング・ディンガ, Dengu Dinga) és Djinn Garan (ジン・ガラン, Dzsin Garan) Afrikáért és Nyugat-Ázsiáért felelős halálkaszák, akik az Asurával vívott végső ütközetben mutatkoznak be, csak a mangában. Deng fegyverként egy úgynevezett szivárványbalta külsejét veszi fel, amikor ugyanis mestere, Alezandre forgatja, egy suhintást követgően szivárványcsíkot húz maga után. Djinn formája egy olajlámpás, amit mestere, Zubaydah használ, és dzsinn-szerű formába alakul át, ha megdörzsölik.

### Tanárok és személyzet

#### Dr. Franken Stein
- Japán hang: Ucsida Júja
- Angol hang: Chuck Haber
- Magyar hang: Petridisz Hrisztosz.[10]

Franken Stein (フランケン・シュタイン, Furanken Sutain) egy őrült tudós, aki a történet elején mutatkozik be, mint egy ellenfél, akivel szemben Makáéknak szembe kell szállnia egy pótóra keretein belül. Az Akadémia valamikori diákja és későbbi oktatója, aki a világon mindent és mindenkit kísérleti nyúlként lát, beleértve saját magát is. A feje oldalán egy hatalmas csavar látható, amit gyakran tekerget. Bőre és ruhái varratokkal vannak összeöltve darabokból. Általában barátságos és jó tanára a fiataloknak az Akadémián, ám időnként elhatalmasodik rajta az őrület, és ilyenkor mindent és mindenkit fel akar boncolni. Nemcsak tudós: ő a valaha volt legerősebb fegyvermester, aki végzett az Akadémián. Kitűnő lélekérzékelésével képes kielemezni az ellenfelet, és a gyengeségeit felismerve azt ellene fordítani. Sok fegyvert képes használni, egykori partnerei közt volt Spirit, akivel álmában kísérletezett, illetve Marie Mjolnir, akivel romantikus kapcsolatba is került. Fegyver nélkül is megállja a helyét, képes a saját lélekhullámait közelharcban fegyverként használni.
A karakter története némiképp eltér a mangában és az animében. Odáig nagyjából megegyezik a kettő, hogy Asura kiszabadulását követően az őrület kezd elhatalmasodni rajta, és ezért Marie-t jelölik ki partneréül, hogy tompítsa azt. Ez azonban nem sikerül, mert Medúza titokban egy kígyót ültetett Marie testébe, ami éppen hogy ellenkező hatást ér el. Innentől aztán más irányt vesz a történet: a mangában ártatlanul megvádolják Bunyós Joe meggyilkolásával, ezért menekülnie kell barátai segítségével. Végül sikeresen megtalálja az igazi elkövetőt, Törvényes Justint. Később a Holdon harcol Asura ellen, ahol a démonisten közelsége miatt az őrület teljesen elhatalmasodik rajta. A győzelem után ő és Marie gyermeket várnak.
Az animében ezzel szemben mivel sosem fedezik fel a Marie testében rejlő kígyót, Stein annyira megőrül, hogy Medúza oldalára áll. Később Maka, Crona és Marie mentik meg egy kockázatos akcióval, és ekkor újra kitisztul az elméje.

#### Sid Barett
- Japán hang: Kimura Maszafumi
- Angol hang: Kent Williams
- Magyar hang: Maday Gábor.[10]

Sid Barrett (死人・バレット, Sido Baretto) az Akadémia tanára, akit egy "incidens" során Franken Stein megölt egy miniatűr Szabadság-szobor segítségével, majd élőhalottként támasztott fel, mint Makáék pótórájának ellenfele. Keresztnevének japán kandzsi karakterei egy szójátékot adnak ki, a 死 ugyanis halottat, a 人 pedig személyt jelent. Múltbeli énjére gyakran utal úgy, hogy "ilyen férfi voltam", annak ellenére, hogy egyébként teljesen ugyanúgy viselkedik, mintha még mindig élne. Mindig sapkát vagy fejkendőt visel, amivel eltakarja a halálos sebének a helyét. Jelen állapotától kissé depressziós, ugyanis egyes diákok félnek tőle, és azt kívánja, bárcsak sose támadt volna fel. Ő volt Black Star nevelőapja csecsemőkorától, mert megesett a szíve a Csillagos Klán utolsó élő tagján. Harc közben nindzsa-szerű képességekkel bír, ezenkívül zombiként a földbe tudja magát fúrni, hogy onnan lepje meg az ellenfelet. Fegyverként Mira Naigus (ミーラ・ナイグス, Míra Naigusz) a partnere, aki harci kés formáját veszi fel, emellett a robbanószerek és aknák szakértője. Később Naigus veszi át az iskolanővér szerepét. Sid Barrett, még élő alakjában, megjelenik a Soul Eater NOT mangában is.

#### Mira Naigus
- Japán hang: Noda Dzsunko
- Angol hang: Shay Moore
- Magyar hang: Kokas Piroska.[10]

Mira Naigus (ミーラ・ナイグス, Míra Naigusz) az Akadémia tanára, arcát rendszerint kötés borítja. Különlegesen veszélyes helyzetek megoldására szakosodott. Gyakran együttműködik Sid tanár úrral. Fegyverként vadászkés formáját veszi fel.

### Diákok
Az Akadémia diákjai alapvetően két csoportva rendeződnek. Bő kilencven százalékuk a Normálisan Oktatott Tanulók (NOT) közé tartozik, ők csak annyit tanulnak meg, hogy a mindennapi életben hogyan hasznosítsák képességeiket. A maradék tíz százalékba tartoznak az Elképesztő Adottságú Tehetségek (EAT), akiket harcra képeznek ki. A Soul Eater az EAT, a Soul Eater NOT! a NOT osztály kalandjait követi. A manga története során a harcosok közt létrejön egy elit osztag, a Spartoi (スパルトイ, Szuparutoi), más néven az Akadémia Ifjúsági Elit Osztaga (死武専若手精鋭部隊, Sibuszen Vakate Szeiei Butai), amelybe a főszereplők mellé más diákok is bekerülnek.

#### Ox Ford és Harvar D. Éclair
- Japán hang: Josinó Hirojuki, Hatano Vataru
- Angol hang: Josh Grelle, Scott Freeman
- Magyar hang: Szalay Csongor.[10]

Ox Ford (オックス・フォード, Okkuszu Fódo) egy fegyvermester és az Akadémia éltanulója. Igazi könyvmoly, aki komolyan veszi a tanulást, emellett magát remek harcosnak tartja. Fegyvere Harvar D. Éclair (ハーバー・ド・エクレール, Hábá Do Ekuréru), aki egy vörös vizort visel, fegyverként pedig egy villámszóró lándzsa alakját veszi fel. Ox borotválja a haját, amit kétoldalt villámformában hagy meg. Szerelmes Kim Diehl-be, és ilyenformán kulcsszerepet tölt be abban, hogy amikor a lányt agymossa és a saját oldalára állítja az Arachnophobia, visszahozza őt az Akadémia diákjai közé. Ennek során még arra is hajlandó, hogy megtépje saját, nagy becsben tartott haját, csak hogy bizonyítsa hűségét a lány iránt. Később visszanöveszti a haját, Kim kérésére.

#### Kilik Lunge
- Japán hang: Szuzumura Kenicsi
- Angol hang: Joel McDonald
- Magyar hang: Renácz Zoltán.[10]

Killik Lunge (キリク・ルング, Kiriku Rungu) egy afroamerikai származású fegyvermester, aki két kis fegyverrel harcol. Pot of Fire (ポット・オブ・ファイア, Potto obu Faia) és Pot of Thunder (ポット・オブ・サンダー, Potto obu Szandá) két kisgyerek, akik fegyverként kesztyű alakjában jelennek meg, és akik egyébként sohasem beszélnek. Tűzzel és elektromossággal képes harcolni, Ox Ford és Kim Diehl közeli barátai, az animében pedig Black Starral ápol közelebbi viszonyt.

#### Kim Diehl és Jacqueline O'Lantern Dupré
- Japán hang: Szaitó Csiva, Oki Kanae
- Angol hang: Caitlin Glass, Jad Saxton
- Magyar hang:

Kim Diehl (キム・ディール, Kimu Díru) a fegyvermester és Jacqueline O'Lantern Dupré (ジャクリーン・オー・ランタン・デュプレ, Dzsakurín Ó Rantan Djupure), becenevén Jackie a fegyver. Jackie fegyverként egy kézilámpássá alakul, amit Kim meglóbálva lángszóróként használ, a nyele meghosszabbításával pedig a helyváltoztatásban segít. Kim hajlamos piszkálni a diáktársait és pénzt kunyerálni tőlük. Ox Ford szerelmes belé, ám a fiú közeledését jobbára elutasítja. Később kiderül róla, hogy valójában egy tanuki, és ilyen alakjában képes a pusztító erő mellett gyógyítani is, ami merőben szokatlan a boszorkányoktól. Ezt a képességét Jacqueline ismeri fel, akivel való összebarátkozását a Soul Eater NOT mutatja be. Medúza később leleplezi mindenki előtt, hogy valójában boszorkány, és abbéli félelmében, hogy meg fogják ölni, ő és Jacqueline is elmenekülnek, egyenest az Arachnophobia tárt karjai közé. Ott kimossák az agyukat és a maguk oldalára állítják őket, míg Ox és Harvar meg nem mentik mindkettejüket.

#### Hosi Akane és Clay Sizemore
Hosi Akane (星☆茜, Hosi Akane) és Clay Sizemore (クレイ・サイズモア, Kurei Szaizumoa) a Soul Eater NOT-ban szerepelnek. Hosi a fegyvermester, Clay a kard formáját felvevő fegyver. Akárcsak Black Star, Akane is a Csillagos Klán túlélője, amit a bal szemén látható csillag alakú mintázat bizonyít, s amelyet ezért mindig a hajával takar. Később az is kiderül, hogy igazából mindketten az EAT osztályban végeztek, csupán álcázásképp iratkoztak be a NOT osztályba, ugyanis titokban ők védelmezik Anasztázia hercegnőt. A Soul Eater manga utolsó fejezeteiben is említést tesznek róluk, mint az Asura ellen küzdő felderítő csapatok tagjai.

## Negatív szereplők

### Asura
- Japán hang: Furukava Tosio
- Angol hang: Chris Patton
- Magyar hang: Fekete Zoltán.[10]

Asura (阿修羅, Asura), másik közismert nevén a Démonisten (鬼神, Kisin) a Soul Eater sorozat főellenfele. Eredetileg a nyolc Nagy Öreg egyike volt, aki nyolc évszázada született, akkor, amikor Halálisten mester leválasztotta a lelke egy darabját és életre keltette. Mivel ebben a lélekdarabban volt Halálisten mester minden félelme, ezért Asura őrülete a paranoiában testesült meg: elkezdte eltakarni az arcát és több réteg ruházatot is magára húzott. Végül, hogy csillapítsa állandó félelmét, elnyelte a fegyverét, Vajrát, hogy ő maga is emberi lelkeket fogyaszthasson, hogy istenszerű lénnyé válhasson. Ebben az állapotában Asura képessé vált szabadjára ereszteni őrületét, amelynek hatására bárki képes volt megőrülni, elveszítve ezzel józan eszét. Asurát végül legyőzte Halálisten, majd lenyúzta a bőrét, és abba varrva őt bebörtönözte az Akadémia épülete alatt. Ezzel megakadályozta a szökését, míg az Akadémia diákjainak a feladata lett azokkal megküzdeni, akik az őrület hatása alá kerültek.
A történet legelején Medúza és kegyencei cselle bejutnak az Akadémia pincéjébe, és a fekete vér segítségével feltámasztják Asurát, akinek sikerül megszöknie. Noha a növekvő őrületen keresztül folyamatosan hatással van a cselekményre, Asura egészen a manga legvégéig nem bukkan fel újra, amikor is Maka teljesen véletlenül rájön, hogy a Holdon rejtőzködik. Miután legyőzték a bohóchadseregét, személyesen is előlép, majd magába olvasztja Cronát. Amikor Kid megérkezik, Asura felfedi előtte rokonságukat, és összecsapnak. Végérvényesen azonban csak úgy tudják legyőzni őt, hogy Maka megvágja, hogy folyjon a fekete vére, a még mindig benne élő Crona pedig a szelence segítségével egy csapdát készít a vérből, amellyel bebörtönzik őt a Holdon.
Az animében egész másként van ábrázolva: itt viszonylag hamar rábukkan Arachné, a tibeti hegyek között. A célja az, hogy elterjessze az őrületét az egész világon. Miután csatában legyőzi Halálisten mestert, felfedi, hogy kezd úrrá lenni a félelmein. Mivel azonban időközben érzelmeket kezdett el táplálni Arachné iránt, ezt a kötődést is gyengeségként értékeli, ezért felfalja a boszorkány lelkét, egy szörnyeteggé változva a folyamat végén. Asura még visszaváltozva is jóval erősebb, mint ellenfelei, míg csak Maka nem marad vele szemben egyedül. Maka bátorsága és kitartása újfent paranoiássá teszi őt, és felrobban a teste, amikor Maka a bátorságát egyetlen hatalmas ütésbe öntve leteríti őt.

### Bohócok
A bohóc (道化師, dókesi) az őrület fizikai megtestesülése a Soul Eaterben, ami egy humanoid, bohócszerű alakot jelent. Először Asura kiszabadulását követően jelentek meg a világ különböző területein. Céljuk az őrület terjesztése azáltal, hogy a közelükben lévő embereket a puszta jelenlétükkel megőrjítenek. Ha a szükség úgy hozza, páncéllá tudnak változni, amit különféle emberek viselhetnek. A manga történetében az első bohócot akkor látjuk, amikor az megőrjíti Törvényes Justint, és ami után lényegében a partnere lesz. Medúza önmaga is alkot bohócokat a Cronával való kísérleteihez. Három bohóc, név szerint Kaguja, Fehér Nyúl, és Holdfény a Hold felszínén találhatóak és ők Asura első számú védelmi vonala. Habár legyőzhetetlenek, mert az őrület folyton meggyógyítja őket, akkor, amikor a boszorkányok egyesült erejükkel bevetik a lélekvédelmüket, sebezhetővé válnak, és így pusztulnak el.
Az animében is megjelenik két bohóc, amiket a Justint megőrjítő bohóc után mintáztak. Ezek önjáró robotok, amik Eibon egyik találmányát őrzik, és próbára tesznek mindenkit, aki megpróbálja azt megszerezni. Noha megnehezítik a dolgát, mert tökéletesen szimmetrikusak, Kid végez velük.

### Medúza csapata

#### Medúza

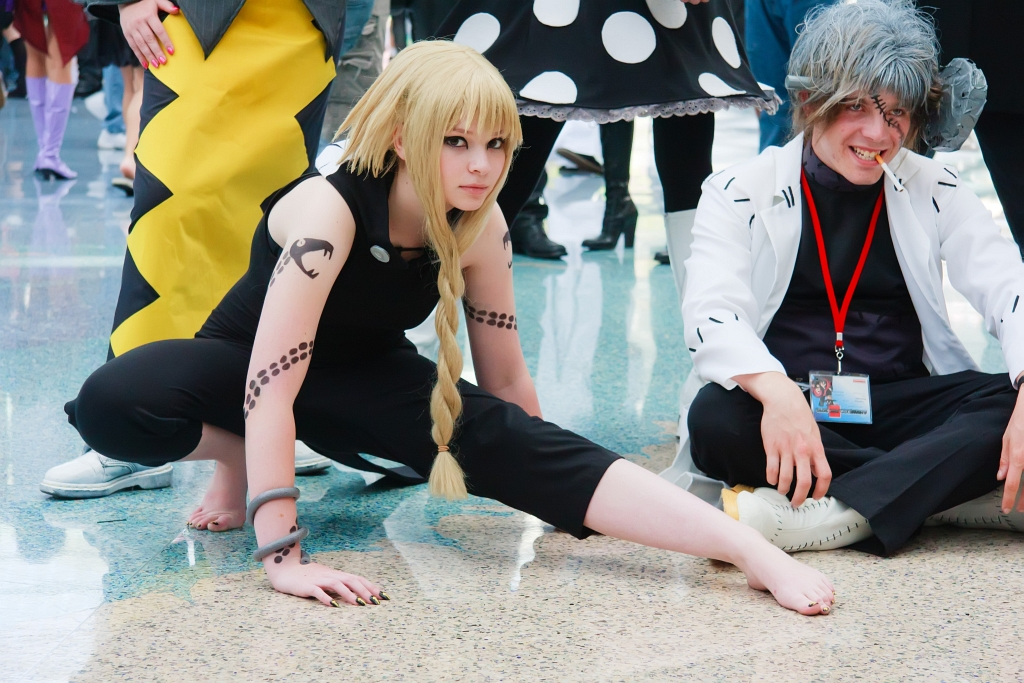
Medusának és Stein professzornak öltözött cosplayjelmezesek

Medúza (メデューサ, Medjúsza) egy boszorkány, a három Gorgon-nővér közül a középső. Kígyókhoz kötődik a mágiája, a testében is több száz kígyó él, rajtuk keresztül valósítja meg speciális, "Irányított Nyíl" nevű támadását. A nyilak más támadásaiban is felbukkannak, ugyanis azokat képes önálló fegyverként is bevetni. Medúza egy tudós, aki feltalálta a fekete vért: egy olyan szubsztanciát, ami képes felerősíteni az őrületet abban, akinek a szervezetébe kerül. A célja az, hogy a világ fejlődjön, mert úgy véli, az Akadémia uralma alatt minden csak stagnál, de nincs előrelépés. Hogy a célját elérje, képes volt még saját gyermekét, Cronát is felhasználni.
Még a történet kezdete előtt beépült az Akadémia dolgozói közé, mint Medúza nővér a gyengélkedőről, csak azért, hogy megtudja, hol és milyen állapotban van Asura. Habár kiszabadítják, nem sokkal később összecsap Franken Steinnel, és a küzdelemben megsemmisül a teste. Ám nem teljes egészében, mert egy kígyó megmarad, ami megszállja egy Rachel nevű kislány testét. Miután testvére, Arachné is felbukkan, és keresztülhúzza számításait, Medúza kénytelen átmeneti fegyverszünetet kötni az Akadémiával. Miután legyőzik az Arachnophobiát, Medúza megszállja Arachné lélek nélkül maradt testét, és tovább folytatja a kísérleteit Cronával, azért, hogy képes legyen elnyelni Asurát. Ezen kísérletei közben egy alkalommal, életében először, elkezd szeretetet kimutatni Crona felé, aki, mivel ettől összezavarodik, elemészti az anyját.
Az animében az Akadémiával létrejött fegyverszünetet arra használja, hogy manipulálja Steint. Ennek érdekében egy kígyó segítségével felerősíti a benne rejtőző őrületet, majd ráveszi, hogy csatlakozzon hozzá. Végül Maka, Marie és Crona egyesített erejükkel győzik őt le, úgy, hogy Rachel testét nem bántják.
- Japán hang: Kuvasima Houko
- Angol hang: Luci Christian
- Magyar hang: Wégner Judit.[10]

#### Crona és Ragnarok
Crona (クロナ, Kurona) Medúza gyermeke, és Ragnarok (ラグナロク, Ragunaroku) forgatója, aki Démonkard (魔剣, Maken) néven is ismert. Crona androgün megjelenésű, azaz úgy van ábrázolva, hogy nem tudni, hogy fiú vagy lány – általában nők szinkronizálták, ha viszont személyes névmással utalnak rá, jellemzően hímneművel teszik. Gyerekként Crona vérét az anyja lecserélte a fekete vér nevű szubsztanciára, amelybe Ragnarokot is beleolvasztotta. Így jött létre az a furcsa állapot, hogy Ragnarok Crona testén belül él, és alkalmanként abból kibújva manifesztálódik. Medúza hidegsége és Ragnarok bántalmazásai miatt Crona rendkívül visszahúzódó és szinte mindentől fél. Gyakran jegyzi meg, hogy fogalma sincs, hogyan kell viselkednie egy adott helyzetben. Más fegyver-mester párosokkal ellentétben ő és Ragnarok nem lélekrezonancia, hanem az úgynevezett léleksikoly-technika útján tudják növelni az erejüket – ennek során megjelenik Ragnarok szája, amelyből ténylegesen sikoly hallatszik. A fekete vér emellett képes Cronát megvédelmezni, illetve a sebeiből előtörve újabb fegyverként funkcionálhat.
Cronát arra kényszerítette az anyja, hogy nyeljen el emberi lelkeket, annak érdekében, hogy démonistenné válhasson. Kezdetben ő volt Maka ádáz ellensége, aki megsebezte Soult, és megfertőzte a fekete vérrel. Később azonban Maka megtisztítja a lelkét és jóbarátok lesznek. Ennek során Ragnarok is egy rendkívül deformált, piciny kis alakká megy össze. Medúza legyőzése után az Akadémia próbaidős diákjává válik, és több barátot is szerez, ám anyja váratlanul visszatér és arra kényszeríti, hogy kémkedjen. Nem sokkal később Medúza elrabolja őt, agymosásnak veti alá, hogy felejtse el a barátait, és újrakezdi a kísérleteit. Végül aztán Crona lemészárol egy egész várost Ukrajnában, megöli az ott állomásozó halálkaszát, és mintegy betetőzésképp a saját anyját is. A fekete vér erejének teljében nekilát, hogy megvalósítsa Medúza eredeti célját és a Holdra utazik. Asura azonban átveszi a teste felett az uralmat, majd teljesen elnyeli őt. Maka azonban észreveszi, hogy Crona lelkének esszenciája még ott van legbelül. Crona végül ismét magára talál, megköszöni Makának a sok szeretetet, majd Eibon könyve és a szelence segítségével elzárja a démonistent a világtól.
Az animében egészen más történik vele onnantól kezdve, hogy kémkednie kell Medúza parancsára. Miután Stein elhagyja őrületében az Akadémiát, Crona is meg akar szökni, de Maka megállítja. Sikerrel győzi meg, hogy vallja be bűneit, aminek hatására először bebörtönzik, de később kiengedik Halálisten mester áldásával – ugyanis a Medúzával kötött fegyverszünet értelmében az Akadémiáról senki nem támadhatja meg őt. Crona, Marie és Maka együttes erővel támadnak Medúzára. A csatában Crona halálosan megsebesül, miközben Makát védelmezi, de Stein visszahozza őt az életbe, és végül az Akadémia diákja lesz.
- Japán hang: Szakamoto Maaja, Himeno Keidzsi
- Angol hang: Maxey Whitehead, Sonny Strait
- Magyar hang: Szentesi Dóra, Tokaji Csaba.[10]

### Boszorkányok
A Soul Eater világában a boszorkányok az Akadémia természetes ellenségei, mindegyiküket egy-egy állat után mintázták. Pusztító természetük miatt az ő lelkükből egyet el kell fogyasztania egy fegyvernek, hogy halálkaszává válhasson. Vezetőjük Mabaa (魔婆). Természetüknél fogva képesek varázsolni, amely a pusztítás iránti vágyukat is megmagyarázza, ám azok, akikben megvan a regeneráló képesség is (mint például Kim Diehl), azok ellen tudnak állni ennek az ösztönnek. A boszorkányok a lélekvédelem technikájával képesek magukat álcázni a rájuk vadászó fegyvermesterek elől, bár ez abban is megakadályozza őket, hogy varázsoljanak. Medúza halálát követően az Akadémia és a boszorkányok tűzszünetet kötnek a rájuk közösen leselkedő veszély miatt, amelyet Kid, mint az új halálisten, megerősít.

#### Eruka Frog
- Japán hang: Fukuen Miszato
- Angol hang: Kate Oxley
- Magyar hang: Laudon Andrea.[10]

Eruka Frog (エルカ=フロッグ, Eruka Furoggu) egy béka-témájú boszorkány, amire részben neve is utal (az Eruka fordítva Kaeru, ami japánul békát jelent). Miután megfenyegette Medúzát azzal, hogy megöli őt, akaratán kívül a szolgájává válik, ugyanis az a testébe csempész több kígyót is, amelyek szétszaggatják a testét, ha nem engedelmeskedik. Csak azért tesz meg neki bizonyos szívességeket, mert mindegyik után kivesz egy kígyót. Beszéde közben gyakran brekeg. Gyűlöli Medúzát, mert úgy véli, hogy a tetteivel pusztulást hoz a boszorkányokra. Gyáva természetű, ha menekülőre fogja, vagy épp kémkedik valaki után, képes békává változni. Fegyverként "békapete-bombákat" tud bevetni, illetve egy óriási ebihal hátán közlekedik, ha a helyzet úgy kívánja. Medúza halálát követően az Akadémia szövetségesévé válik és segít a tűzszünet elérésében.

#### Free, a démonszemű férfi
- Japán hang: Nisi Rintaró
- Angol hang: Travis Willingham
- Magyar hang: Varga Rókus.[10]

Free (フリー, Furí), ismertebb nevén a "démonszemű férfi" (魔眼の男, Magan no Otoko) egy halhatatlan vérfarkas, akit 200 éve bebörtönöztek, mert ellopta a boszorkányok vezetőjének, Mabaa-nak az egyik szemét és kicserélte a sajátjára. Ily módon ő maga is boszorkányszerű képességekre tett szert. Medúza segítségével kiszabadul börtönéből, és hálából a segítségére lesz. Mivel a hosszú évek alatt elfelejtette azt is, hogy hogy hívják, ezért, mivel már szabad ember, felveszi a Free (szabad) nevet. Általában óvatlan és hirtelen haragú, ami miatt gyakran megsérül csata közben. Képes egy óriási farkassá változni, ebben az alakjában ereje és gyorsasága is megnő. Amellett, hogy halhatatlan, sérülései is villámgyorsan begyógyulnak, tehát lényegében legyőzhetetlen. Mabaa szemének köszönhetően egyéb képességei is vannak, például képes jégből fegyvereket alkotni, egy saját maga alkotta dimenzióban csapdába ejteni ellenfeleit, illetve hologramszerű kivetülést alkotni saját magából. A történet vége felé, amikor megpróbálja kiszabadítani az elfogott Erukát, ő is fogságba esik, majd az Akadémia besorozza a démonisten elleni harcban.

#### Mizune
- Japán hang: Makigucsi Majuki
- Angol hang: Trina Nishimura
- Magyar hang: .

Mizune (ミズネ) valójában nem egy boszorkány, hanem egy egész csapat egérszerű lény. Nevük szójáték, a Mizune visszafelé nezumi, ami egeret jelent japánul. Eredetileg hatan voltak, de a legidősebbet Medúza megölte még a történet legelején, majd a gyilkosságot ráfogta az Akadémiára. A megmaradó öt ezért bosszúvágyból csatlakozott hozzá. Különleges képességük, hogy át tudnak változni egerekké, bajszukból pedig mindent átvágó sugarak törnek elő. Több Mizune képes egy emberré is összeállni, attól függően, hogy hányan teszik ezt, változó életkorú, erejű és méretű nő jön létre. Beszélni is csak ebben az alakban képesek, külön-külön csak cincognak.

#### Shaula
- Japán hang: Kosimizu Ami
- Angol hang: Elizabeth Maxwell

Shaula (シャウラ, Shaura) a legfiatalabb Gorgon-nővér, aki a Soul Eater NOT-történetben jelenik meg, mint főellenfél. Skorpió tematikájú boszorkány, aki mindenáron meg akarja mutatni, hogy erősebb, mint testvérei, Arachné és Medúza. Kegyenceit Árulóknak (道場破り, Toreta) hívják, akik olyan, természetfeletti erővel rendelkező agymosott személyek, akiket azért küld Halálvárosba, hogy kémkedjenek, illetve bomlasszák a rendet.

### Arachnophobia
Az Arachnophobia (アラクノフォビア, Arakunofobia) egy szervezet, amit Arachné, a boszorkány hozott létre még azelőtt, hogy a történet kezdete előtt 800 évvel eltűnt volna. Céljaik szemben állnak az Akadémia céljaival, így ők a történet egyik fő ellenfelei. 

#### Arachné
- Japán hang: Neja Micsiko
- Angol hang: Stephanie Young
- Magyar hang: Szőlőskei Tímea.[10]

Arachné (アラクネ, Arakune) az Arachnophobia vezetője, a történet második nagyobb ellenfele. A legidősebb Gorgon-nővér, pók tematikájú boszorkány. A sajátjai is kitagadták maguk közül, amikor 800 évvel a történet kezdete előtt elkészítette az első démonfegyvereket, boszorkányok, emberek, és fegyverek lelkének egyesítésével. Miután testvére, Medúza elárulta őt, bújkálni kényszerült Halálisten elől, és ennek során először apró darabokra törte a lelkét, amely milliónyi pók testébe került, majd a maradék esszenciáját egy gólemben helyezte el. Miután Asura kiszabadult és elkezdett terjedni az őrülete a világban, ő is reaktiválta magát. A terve az, hogy elfogja Asurát, hogy az elszabadítsa az őrületét az egész világon, és ennek érdekében egészen odáig menne, hogy saját fizikai testét elhagyva spirituális formába alakulva tiszta őrületként irányítsa a démonistent.
A mangában Maka és Soul végeznek vele, Soul éppen az ő lelkének elfogyasztásával lesz halálkasza. Halott testét Medúza veszi magához és beléköltözteti a lelkét. Az animében Arachné sikeresen elfogja Asurát és egy gépezet segítségével terjeszti a világban az őrületét. Végül aztán Asura ellene fordul és felfalja őt.

#### Moszkitó
- Japán hang: Inagaki Takasi
- Angol hang: Mark Stoddard
- Magyar hang: Dézsy Szabó Gábor.[10]

Moszkitó (モスキート, Moszukíto) Arachné leghűségesebb szolgálója, aki a távollétében vezette az Arachnophobiát. Alacsony, idős úrként jelenik meg, akinek hosszúkás orra van, mellyel nevéhez hűen képes áldozata vérét kiszívni és ezáltal regenerálódni. Gyakran vitatkozik Girikóval, mert idegesíti a faragatlan stílusa. Mivel több mint 800 éve él, képes a testét korábbi állapotának megfelelőre átalakítani. A 100 évvel korábbi külseje hatalmas, bestiális felsőtest apró lábakkal, a 200 évvel korábbi egy karcsú, sportos test hosszú orral, a 400 évvel korábbi pedig egy jóképű, hátranyalt hajú férfi, aki denevérrajjá tud változni. Mielőtt láthatnánk legvégső, 800 évvel korábbi formáját, Noé elpusztítja őt. Az animében az óriási robottá átalakított Baba Jaga Kastélyt vezeti, amivel Halálisten ellen küzd.

#### Giriko
- Japán hang: Canna Nobutosi
- Angol hang: J. Michael Tatum
- Magyar hang: Sörös Miklós.[10]

Giriko (ギリコ) egy pszichotikus, mocskos szájú démonfegyver, hatalmas vérszomjjal, de Arachné iránti feltétlen hűséggel. Fegyverként egy láncfűrész alakját veszi fel, de jobban szeret fegyvermester nélkül küzdeni, ezért aztán a láncokat a teste köré csavarja. Tehetséges gépész, gólemeket tud megalkotni és életre kelteni őket. Ő készítette azt a gólemet is, amelybe Arachné lelkét rejtette, ő maga pedig harminc generáción keresztül örökítette tovább saját maga emlékeit gyermekeiben Saw (ソウ, Szó) néven. Miután Arachnét legyőzték, Giriko Nóéval szövetkezik, és megküzd Makával, hogy bosszút álljon. Miután elpusztítják a testét, egy új, női testet készül alkotni magának. Végül a kontrollálatlan vérszomja okozza a vesztét, mert a lelke nem bírja tovább a 800 éves megterhelést, és egyszerűen felrobban.

#### Mifune
- Japán hang: Cuda Kenjiró
- Angol hang: Robert McCollum
- Magyar hang: Szatmári Attila.[10]

Mifune (ミフネ) egy szamuráj, és a gyermek boszorkány Angela Leon (アンジェラ･レオン, Andzsera Reon) testőre. Habár egyszerű ember, lelke mégis olyan erős, hogy az 99 normál lélekkel ér fel. Saját harcmodora a Végtelen Kardok Stílusa (無限一刀流, Mugen Ittórjú) melynek segítségével egyszerre több katanával tud küzdeni. Nagyon kedveli a gyerekeket, ezért is dezertált attól a maffiától, amelyik azt követelte tőle, hogy hozza el nekik Angelát. Annyira félti a lányt, hogy az Arachnophobia soraiba is képes beállni, csak azért, hogy megvédje őt. A történet kezdetétől rivalizál Black Starral, és a vele való küzdelem során esik el. Halála után az Akadémia rögtön a gyámsága alá veszi Angelát, hogy megvédje. Az animében ezzel szemben Mifune túléli a történteket, és a végén az Akadémia oktatója lesz.

### Eibon könyve
Eibon könyve (エイボンの書, Eibon no So) egy grimoár, amit Eibon írt, és ami a varázslók valamennyi tudását tartalmazza. Benne találhatóak Eibon különféle találmányainak tervrajzai plusz egy miniatűr univerzum, amit a könyv hét fejezete testesít meg. Mind a hét fejezet a hét főbűn egyikét testesíti meg. Van egy nyolcadik, rejtett fejezet is, amelyben a Nagy Öregek egyike, egy sötét árnyalak él, azért, mert megrontó lélekhullámai vannak. Ezenkívül a könyv lakója még egy gépezet, a Tartalomjegyzék (目次, Mokudzsi), aminek öntudata van, és célja, hogy terjessze az író tudását – ezzel együtt azonban az őrületet is, így válik Eibon könyve a harmadik nagy ellenféllé a történetben.

#### Noé
Noé (ノア, Noa) az összefoglaló neve a Tartalomjegyzék által teremtett lényeknek, akiknek célja Eibon könyvének tudását terjeszteni. Valamennyi Noé a könyv egy-egy fejezetének megtestesülése, és ha az egyikük meghal, a másik lép a helyére. Noét egy fiatal fiú, Gopher (ゴフェル, Goferu) szolgálja fanatikusan, és mindenkit gyűlöl, aki felkelti a mestere érdeklődését. Gophernek is grigori típusú lelke van, akárcsak Makának, így képes a repülésre.
Az első Noé, akit bemutatnak a történetben, a fösvénységet testesíti meg, ennek megfelelően minden vágya, hogy a világon mindent összegyűjtsön a könyvben. Ezeket a dolgokat magában a könyvben, annak dimenziójában tárolja. Ennek során odáig megy, hogy végül a saját kapzsisága kezdi el motiválni őt. Szövetkezik Asurával, de csak azért, hogy amint visszanyerte a régi erejét, őt is a gyűjteményhez adja. Az Arachnophobia bukása után begyűjti Kidet is, mire barátai utánaerednek a könyvön keresztül, és magával Noéval is végeznek. Ekkor egy másik Noé jön létre, a harag főbűnét megtestesítve, aki Gopherrel a Holdra utazik, hogy begyűjtse Asurát. Végül Crona győzi le őt, és testvéreivel együtt száműzi a könyvből, melyet elnyel.

## Egyéb szereplők

### Nagy Öregek
A Nagy Öregek (グレート・オールド・ワン, Guréto Órudo Van, néha 旧支配者, "Öreg Uralkodó") öt halhatatlan lény, melyeknek Halálisten és Asura is a tagja. Mindegyikük egy kifejezett érzelmet vagy állapotot testesít meg, amely őrületet kelt más emberekben. Miután Vajra és két ismeretlen tag csatlakozott hozzájuk, ők lettek a Halálisten Nyolcas Légiója (死神八武衆, Sinigami Hacsi Busú), és ők tartották fenn a világ békéjét még az Akadémia megalapítása előtt. Asura volt az, aki megölte Vajrát és a két másik ismeretlen tagot, mire Halálisten megbüntette, a többiek pedig ezután szétszéledtek.

#### Excalibur
- Japán hang: Kojaszu Takehito
- Angol hang: Troy Baker
- Magyar hang: Rajkai Zoltán.[10]

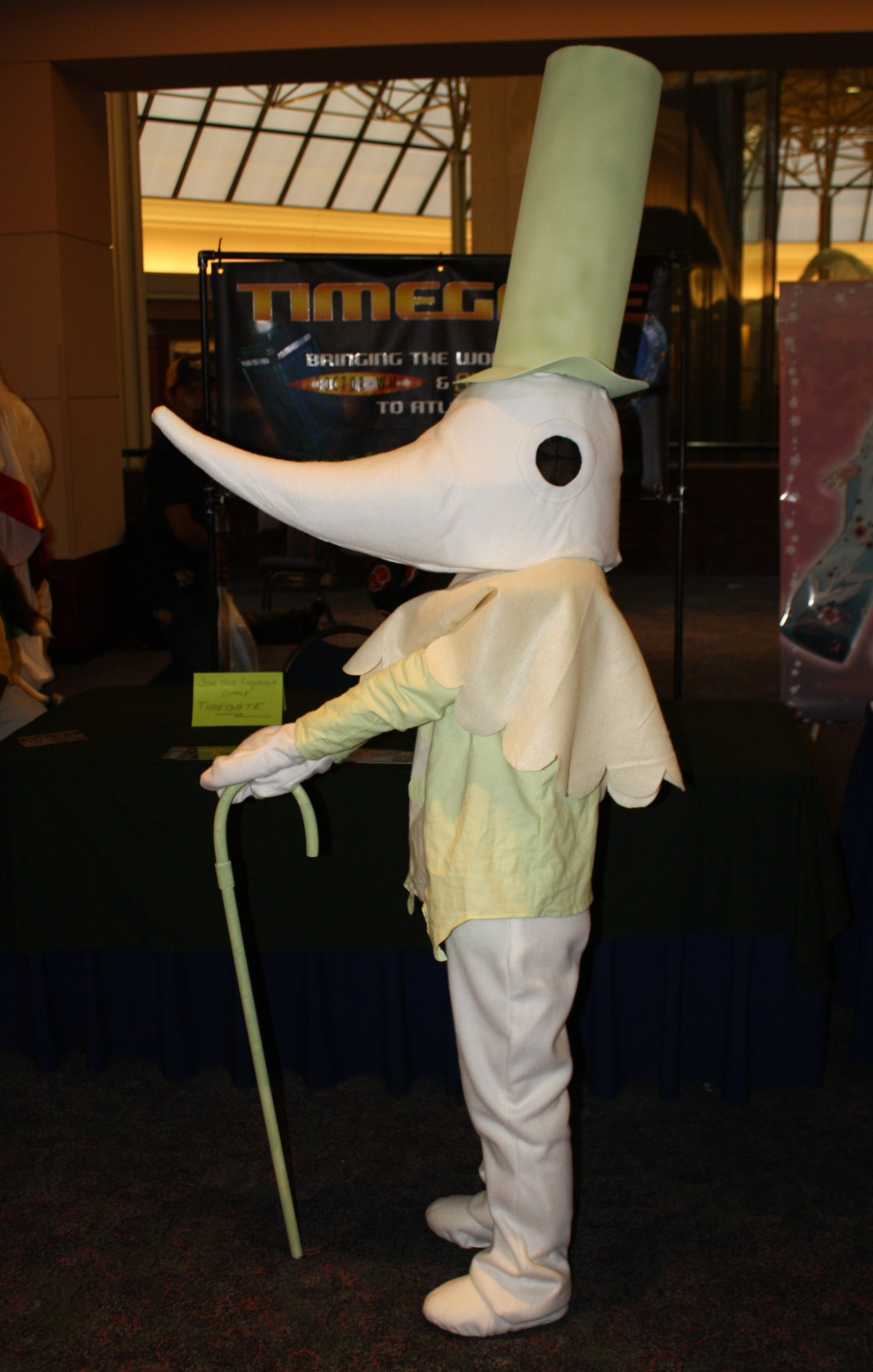
Excaliburnak öltözött cosplayjelmezes

Excalibur (エクスカリバー, Ekuszkaribá), más néven a Szent Kard (聖剣, Szejken) a legerősebb fegyver a Soul Eaterben. Valahol Nagy-Britanniában tanyázik egy barlangban, ahol tündérek veszik körül. A Fire Force című előzménytörténetből kiderül, hogy egy bizonyos Arthur Boyle kovácsolta őt és keltette életre. Az őrületet a dühön keresztül testesíti meg. Fegyverként egy csodaszép egykezes kard alakját veszi fel, normál alakjában azonban egy csúf, alacsony, fehér hangyászra emlékeztető karikatúra-figura, hosszú orral, cilinderrel a fején, sétapálcával. Habár bárkinek a lelkével képes nagyon könnyen rezonálni, és forgatójának isteni hatalmat ad, mellyel a teret és az időt is kettévághatja, lényegében senki nem hajlandó a partnere lenni. Ennek oka Excalibur elviselhetetlen természete, melynek során borzalmasan egoista módon viselkedik és unalmas monológokat ad elő saját magáról, és ha valaki megpróbálja félbeszakítani, "Bolondok!" felkiáltással vág közbe. 

#### Eibon
- Japán hang: Kasze Jaszujuki
- Angol hang: Christopher Sabat
- Magyar hang: .

Eibon (エイボン) az őrület tudáson keresztüli megtestesítője. Ő készítette Eibon könyvét, melyben rengeteg találmányának a tervrajza van (魔道具, madógu). Ezek közül a legerősebb az úgynevezett szelence, amely képes arra, hogy bárkinek, aki birtokolja, drasztikusan megnövelje a lélekhullámait. Az animében Eibon 800 évvel korábban szövetkezett Arachnéval, hogy meggyógyíthassa a szerelmét egy halálos kórból, de kudarcot vallott. Ezért bűnhődésképp a szelence nyitóeszközévé alakította át magát. 

#### A Hatalom Nagy Öregje
Az őrületet a hatalmon keresztül testesíti meg, nincs emberi alakja, hanem egy fekete, amorf masszaként jelenik meg. Őrületének hullámai felerősítik az emberekben szívük titkos vágyát. Ebből következően neki is nagy szerepe volt abban, hogy Asurából démonisten lett, ezért elrejtőzött a világ szeme elől, majd Noé begyűjtötte őt. Börtönéből képes mindazonáltal megméretni azokat, akik a Nagy Öregek elmúlása után a helyükre léphetnek. Ennek érdekében Black Start és Kidet összeugrasztja, és elégedetten látja, hogy ők milyen megoldásra jutnak.

### További szereplők

#### Blair
Blair (ブレア; Burea) egy kivételesen erős varázserővel rendelkező fekete macska, aki képes átváltozni egy fiatal, csábos lánnyá. Halloween témájú varázslatai közé tartozik sütőtök formájú robbantások vagy egy óriási szálló sütőtök megidézése repülés céljából. Nevét a The Blair Witch Project című horrorfilm alapján kapta. A történet elején nevetség tárgyává teszi az őt boszorkánynak gondoló Makát és Soult: miután végül sikerül begyűjteni és elfogyasztani a lelkét – melyet azonban túlélt, mivel a macskáknak kilenc életük van – újra kell kezdeniük a lelkek gyűjtését. Örömét leli abban, ha zavarba hozhatja Soult, de ennek ellenére ő és Maka tolerálják a jelenlétét, bár Soulnak elered az orra vére, ha Blair valami pikánsat tesz, például a házuk körül bikiniben sétál. Mindennapjait a két diák otthonában, vagy a kabaréklubban tölti, ahol Spirit panaszait hallgatja.
A 2005-ös dráma CD-n Szaszamoto Juko hangján szólalt meg, az eredeti animében Blair hangját kölcsönző szeijú Kató Emiri, angol szinkronhangja Leah Clark. A Soul Eater magyar változatában Blair Molnár Ilona hangján szólal meg.

#### Kis Démon
- Japán hang: Ócuka Hócsú
- Angol hang: Barry Yandell
- Magyar hang: Bolla Róbert.

A Kis Démon (小さな鬼, csíszana oni) Soul tudatalattijában létezik. Akkor került oda, amikor a Cronával való első összecsapáskor megfertőződött a fekete vérrel. Apró termetű vörös démon, mely szmokingot visel. Gyakran próbálja csábítgatni Soult a zene iránti szeretetén keresztül, hogy annak segítségével szabadítsa el az őrületét. Soul a legtöbbször nemet mond neki, kivéve a legkritikusabb pillanatokban. Az animében úgy írják le, mint Soul alteregója, aki a fekete vér hatására jött létre. Az Asurával vívott küzdelem során majdnem átveszi az uralmat Soul teste felett, de Maka az utolsó pillanatban megmenti őt. A mangában számos további alkalommal támaszt kihívást Soullal szemben, mígnem a Holdon vívott végső ütközet során kitépődik a lelkéből.

#### Maszamune
- Japán hang: Cucsida Hirosi
- Angol hang: Kyle Hebert
- Magyar hang: Seszták Szabolcs.

Maszamune (マサムネ) Cubaki bátyja, aki irigykedett testvérére, mert ő örökölt szinte minden fegyverré alakulási formát, miközben neki csak a katana jutott. Hírhedt démonkard alakjáról, melynek pengéje fekete. Maszamune megeszi az áldozatai lelkét, és azokét is, akik ha időlegesen segítenek is neki, de már nincsenek a hasznára. Miatta jelentkezett Cubaki az akadémiára, hogy megakadályozza bátyja démonistenné válását. Egy összecsapás során spirituális szinten küzdenek meg, melynek végén Cubaki győz, elfogyasztja bátyja lelkét, mely tovább él benne, ő pedig szert tesz a kard formára is.